# Il programmino di Gigi D'agostino
Il programmino di Gigi D'agostino je kompilacijski album talijanskog DJ-a Gigija D'Agostina koji je izdan 2003.

## Popis pjesama

### CD1
1. Exch Pop True - Discoteca  – 5:20
2. DeVision - Drifting Sideways  – 3:53
3. Naommon - I'm Not Ashamed  – 5:53
4. Soulkeeper - Deeper  – 3:23
5. Jay Jay Johanson - On The Radio  – 6:12
6. Wolfsheim - The Sparrows And The Nightingales  – 6:45
7. DeVision - Digital Dream  – 5:47
8. Wolfsheim - It's Not Too Late  – 6:13
9. The Twins - Face To Face Re Recorded Version  – 5:03
10. Lio Amoureaux - Solitaires  – 3:33
11. Ken Laszlo - Inside My Music  – 5:28
12. Gigi D'Agostino - Noi Adesso E Poi  – 7:43
13. Gigi D'Agostino - Bla Bla Bla (Blando Mix) – 6:13
14. Gianfranco Bortolotti & Gigi D'Agostino - Forrest Gump Suite  – 6:19

### CD2
1. Gigi D'Agostino - Hymn  – 6:58
2. Egiziano - Clocks  – 6:39
3. Paul Van Dyk - For An Angel  – 6:42
4. Gigi D'Agostino - Taurus – 4:06
5. Nebular B - Liquid  – 6:39
6. Gigi D'Agostino - Caffé  – 4:17
7. Brinton McKay - 1K Digit Disco  – 6:18
8. Gigi D'Agostino - Passa  – 3:29
9. Gigi D'Agostino - Troppo  – 5:34
10. Gigi D'Agostino - Egiziano  – 3:46
11. Mr X & Mr Y - New World Order  – 6:08
12. Gigi D'Agostino - Fomento  – 9:39
13. Allure - No More Tears  – 9:10